# Psylla toddaliae
Psylla toddaliae är en insektsart som beskrevs av Yang 1984. Psylla toddaliae ingår i släktet Psylla och familjen rundbladloppor. Inga underarter finns listade i Catalogue of Life.